# ولسوالی نمک‌آب
نمک‌آب یکی از ولسوالی‌های ولایت تخار در شمال خاوری افغانستان  با جمعیتی نزدیک به ۱۱،۵۶۳ نفر است. این ولسوالی از ولسوالی تالقان جدا شد. تا اواخر سال ۲۰۱۸، این ولسوالی تحت نفوذ دولت بود.

## موقعیت جغرافیایی
نمک‌آب ۵۴۷.۷ کیلومتر مربع مساحت دارد که نسبتاً معادل مساحت جزیره سن کریستوبال است. تنها رود این ولسوالی به سمت شمال جریان دارد تا به رود خان‌آباد می‌رسد. این ولسوالی دسترسی خوبی به جاده ها ندارد، به طوری که از سال ۲۰۰۶ تنها ۱۰ درصد ولسوالی به جاده‌ها دسترسی داشت.
نمک‌آب از شمال با ولسوالی تالقان، از شرق با ولسوالی فرخار، از جنوب شرقی با ولسوالی ورسج، از جنوب با ولسوالی فرنگ و غارو، از جنوب غربی با ولسوالی گذرگاه نور و از غرب با ولسوالی چال همسایه است. فرنگ و غرو و گذرگاه نور در ولایت بغلان و سایر ولسوالی‌ها در ولایت تخار قرار دارند.
در ولسوالی نمک‌آب ۲۸ روستا وجود دارد.